# Michel Montgermont
Michel Montgermont, né le 31 mars 1947 à Alençon et mort le 27 janvier 2018 à Marigny-Le-Lozon,, est un athlète français, spécialiste du 400 mètres haies.

## Carrière
Il est membre du club sportif alençonnais (CSA) dans les années 60. Après sa carrière d'athlète, il devient juge arbitre dans le monde de l'équitation, membre de Saint-Lô Cheval Organisation, secrétaire du comité départemental d'équitation.

### Palmarès

#### Palmarès national
Michel Montgermont est sacré champion de France du 400 mètres haies en 1970 et 1971.

#### Palmarès international
Il est sélectionné à neuf reprises en équipe de France Seniors.
- 1966 : Championnat d’Europe Juniors à Odessa (Ukraine) : 3e[1]
- 1971 : Championnat d'Europe à Helsinki (Finlande) : 8e en demi-finale sur 400 mètres haies[5]

### Record personnel
Son record personnel sur 400 mètres haies, établi en 1971, est de 50 s 8.